# Скорынино (Вологодская область)
Скорынино — деревня в Шекснинском районе Вологодской области.
Входит в состав сельского поселения Сиземского (с 1 января 2006 года по 8 апреля 2009 года входила в Чаромское сельское поселение), с точки зрения административно-территориального деления — в Чаромский сельсовет.
Расстояние по автодороге до районного центра Шексны — 22 км, до центра муниципального образования Чаромского — 2 км. Ближайшие населённые пункты — Большой Игай, Демино, Чаромское.
По переписи 2002 года население — 8 человек.
В деревне Скорынино родился Герой Советского Союза Т.В.Фёдоров (1915-1944). На фронтах Великой Отечественной войны погибли и братья Т.В.Фёдорова - Фёдор, Дмитрий и Феофан.